# Fitilieu
Fitilieu  is een plaats en voormalige gemeente in het Franse departement Isère in de regio Auvergne-Rhône-Alpes en telt 1275 inwoners (1999). De plaats maakt deel uit van het arrondissement La Tour-du-Pin.

## Geschiedenis
De gemeente maakte tot 22 maart 2015 deel uit van het kanton Le Pont-de-Beauvoisin. Op die dag werd het kanton opgeheven en Fitilieu werd opgenomen in het op die dag gevormde kanton Chartreuse-Guiers. Op 1 januari 2016 fuseerde de gemeente met Les Abrets en La Bâtie-Divisin tot de commune nouvelle Les Abrets en Dauphiné.

## Geografie
De oppervlakte van Fitilieu bedraagt 10,0 km², de bevolkingsdichtheid is 127,5 inwoners per km².
De onderstaande kaart toont de ligging van Fitilieu met de belangrijkste infrastructuur en aangrenzende gemeenten.

## Demografie
Onderstaande figuur toont het verloop van het inwonertal.